# Epifauna
Epifauna, ou epibentos, é a fauna constituída por qualquer comunidade de animais bentônicos adaptados a viver sobre outro animal ou vegetal ou em superfícies do substrato rochoso ou sedimentar presente no fundo lacustre ou marinho. Inclui as espécies epibiontes.